# 環境保護団体
環境保護団体（かんきょうほごだんたい）とは、自然保護団体のひとつで、環境問題の解決を目的とした、市民運動を行う団体。人間と自然の共存と、生態系の保存といった目的が掲げられることが多い。
直接的に議会に代表者を輩出する試みについては緑の党を参照。
また、活動資金は寄付によって賄う事が多い（寄付#概要の寄付文化も参照）

## 著名な環境保護団体

### 日本国内
- 日本自然保護協会
- 日本動物愛護協会
- 日本動物福祉協会
- 日本野鳥の会
- WWFジャパン（世界自然保護基金）
- グリーンピース・ジャパン
- コンサベーション・インターナショナル・ジャパン
- Life Investigation Agency (LIA)
- 国際青年環境NGO A SEED JAPAN
- 気候ネットワーク
- 生活クラブ生活協同組合
- 全国青年環境連盟
- ダイオキシン・環境ホルモン対策国民会議
- 国際環境研究協会
- 富士学会
- 熱帯林行動ネットワーク
- 日本湿地ネットワーク
- 日本ナショナル・トラスト協会
- 日本環境保護協会
- 日本環境保全協会
- GCJ（グリーンクロスジャパン）
- FoE Japan

### 世界
- WWF（世界自然保護基金）
- コンサベーション・インターナショナル
- GCI（グリーンクロスインターナショナル）
- ナショナル・トラスト
- シエラクラブ
- NGO Life Investigation Agency(LIA)
- ホープ・フォー・ポーズ(hope for paws)
- レインフォレスト・アクション・ネットワーク
- グリーンピース
- 国際自然保護連合
- Friends of the Earth International（FoEI）
- ジャスト・ストップ・オイル